# Гарбес
Гарбес — фумарольное поле. Располагается в провинции Дихил, Джибути. На местном языке данный район называется как Курящая гора. Находится в 35 км к юго-западу от вулкана Ардоукоба, на юго-востоке долины Ханлех. Сложен древними плиоценовыми и плейстоценовыми вулканическими породами, состоящими из базальтов. Считается активным вулканом, так в данном районе постоянно действует фумарольная активность, но каких-либо серьёзных извержений в исторический период не наблюдалось. Поле протянулось на 400 метров в длину и на несколько десятков метров в ширину.